# Diplodontias singularis
Diplodontias singularis is een zeester uit de familie Odontasteridae.
De wetenschappelijke naam van de soort werd in 1843 gepubliceerd door Johannes Peter Müller & Franz Hermann Troschel.